# Cypselurus callopterus
Cypselurus callopterus е вид лъчеперка от семейство Летящи риби (Exocoetidae). Видът не е застрашен от изчезване.

## Разпространение и местообитание
Разпространен е в Гватемала, Еквадор, Колумбия, Коста Рика, Мексико, Никарагуа, Панама, Перу, Салвадор,Кюрасао и Хондурас.
Обитава крайбрежията на морета и заливи в райони с тропически и субтропичен климат. Среща се на дълбочина от 1 до 20 m, при температура на водата около 24,6 °C и соленост 34,6 ‰.

## Описание
На дължина достигат до 30 cm.